# Eduardo e Cristina

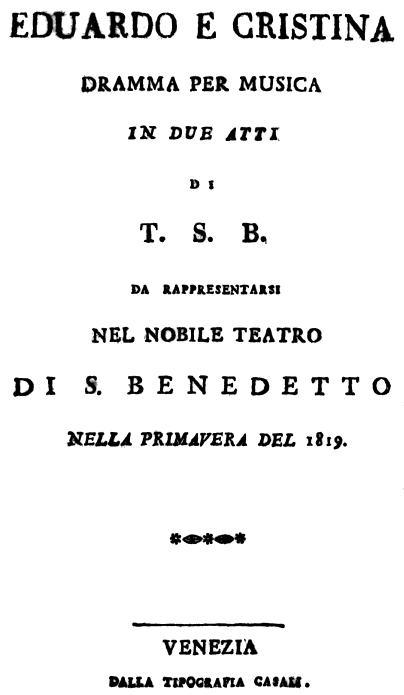
Librettots titelsida, Venedig 1819.

Eduardo e Cristina ([eˈdwardo e kriˈstiːna]) är en opera (dramma per musica) i två akter med musik av Gioacchino Rossini. Librettot skrevs ursprungligen av Giovanni Schmidt till Stefano Pavesis opera Odoardo e Cristina (1810), och omarbetades för Rossinis räkning av Andrea Leone Tottola och Gherardo Bevilacqua-Aldobrandini.

## Historia
Efter premiären på sin tidigare Ermione i Neapel behövde Rossini mindre än en månads tid för att skriva klart nästa opera, Eduardo e Cristina, att uppföras i Venedig. På grund av tidsbristen förhandlade han fram så att all musik inte behövde vara nykomponerad. Eduardo e Cristina är egentligen en pastisch med lånad musik från de tidigare operorna Adelaide di Borgogna (inalles nio musiknummer, nedan nr. 1-5), Ricciardo e Zoraide (tre musiknummer, nedan nr. 11) och Ermione (sju musiknummer, nedan nr. 16), vilka alla ännu inte hade uppförts i Venedig. Rossini komponerade endast seccorecitativen och sju nya nummer, däribland kören "Nel misero tuo stato" (akt II, scen 12) vilken han senare skulle använda i Greve Ory. Ouvertyren bestod av avsnitt från ouvertyrerna till Ricciardo e Zoraide och Ermione.
Premiären skedde den 24 april 1819 på Teatro San Benedetto i Venedig och blev en stor succé med 25 spelade föreställningar. Säsongen därpå flyttades operan till den större teatern La Fenice. Lord Byron skrev i ett brev den 17 maj 1819 till John Hobhouse om den fantastiska föreställningen han hade sett på San Benedetto där Rossini själv spelade recitativen på cembalo och hur publiken hyllade honom samt försökte klippa av honom hårlockar som minne. Trots att operan rubricerades som en pastisch mottogs operan alltså väl av den venetianska publiken. Lokaltidningen Gazetta skrev att premiären varade i sex timmar på grund av publikens entusiasm och krav på att nästan alla nummer skulle tas om, samt att Rossini ideligen blev inropad på scen efter operans slut.

## Personer
- Carlo, kung av Sverige (tenor)
- Cristina, hans dotter, Eduardos hemliga hustru (sopran)
- Eduardo, general i svenska armén (kontraalt)
- Giacomo, prins av Skottland (bas)
- Atlei, livvakt och vän till Eduardo (bas)
- Gustavo, Eduardos och Cristinas barn (stum roll)

## Handling
Kung Carlo av Sverige vill gifta bort dottern Cristina med den skotske prinsen Giacomo, men upptäcker att hon redan är gift med general Eduardo och att de har ett barn tillsammans. Kungen dömer dem alla till döden. Giacomo är beredd att gifta sig med Cristin även om hon redan är mor, men Cristina föredrar att dö tillsammans med sin make och son. När ryska trupper anfaller Sverige kallas Eduardo att leda landets försvar. Han återvänder segerrik och den tacksamme kungen förlåter honom och omfamnar sin dotter och dotterson.

## Musiken
Orkestern består av:
- Träblås: två flöjter (två piccolaflöjter), två oboer, två klarinetter, två fagotter
- Bleckblås: två valthorn, två trumpeter, tre tromboner
- Slagverk: pukor, bastrumma, cymbal, triangel
- Stråkar
- Basso continuo
- Blåsarensemble på scen

Operan innehåller följande musiknummer:
- Ouvertyr

Akt I
- Nr. 1. Introduktion: "Giubila, o patria, omai" (Scen 1)
- Nr. 2. Marsch, kör och cavatina (Eduardo): "Serti intrecciar le vergini" – "Vinsi, ché fui d'eroi" (Scen 4)
- Nr. 3. Kör och cavatina (Cristina): "O ritiro che soggiorno" – "È svanita ogni speranza" (Scen 6–7)
- Nr. 4. Scen och duett (Cristina, Eduardo): "In que' soavi sguardi" (Scen 8–9)
- Nr. 5. Kör: "Vieni al tempio" (Scen 10)
- Nr. 6. Scen och aria (Carlo): "D'esempio all'alme infide" (Scen 12)
- Nr. 7. Final I: "A che, spietata sorte" (Scen 15–18)

Akt II
- Nr. 8. Introduktion (Kör): "Giorno terribile" (Scen 1)
- Nr. 9. Kör: "Impera severa" (Scen 2)
- Nr. 10. Aria (Giacomo): "Questa man la toglie a morte" (Scen 4)
- Nr. 11. Scen och duett (Cristina, Carlo): "Ahi, qual orror, oh stelle!" (Scen 6)
- Nr. 12. Kör, scen och rondo (Eduardo): "Nel misero tuo stato" – "La pietà che in sen serbate" (Scen 12)
- Nr. 13. Stor scen och aria (Cristina): "Arresta il colpo" (Scen 15) – Duett (Eduardo, Cristina) "Ah, nati è ver noi siamo" (Scen 16)
- Nr. 14. Stridsmusik: (Scen 18)
- Nr. 15. Duettino (Carlo, Eduardo): "Come? Tu sei?" (Scen 18)
- Nr. 16. Final II: "Or più dolci intorno al core" (Scen 19)